# Sedgwick (Maine)
Sedgwick – miasto w Stanach Zjednoczonych, w stanie Maine, w hrabstwie Hancock.